# الدایر
الدایر در یمن است که در استان صنعا واقع شده‌است.